# Relación ventilación-perfusión
Se llama relación ventilación-perfusión a la relación entre la ventilación alveolar por minuto y el flujo circulatorio pulmonar por minuto.

## Datos
Suele expresarse como V/Q, donde V es ventilación pulmonar y Q es flujo o perfusión sanguínea. Con valores normales de V y de Q, que oscilan en los 4,2 L/min para V y en 4 - 5 L/min para Q, esta relación es de alrededor de 0.8 - 1, valores a los que se optimiza el intercambio gaseoso a través de la barrera alvéolo capilar.
Esta relación puede estar aumentada, cuando el alvéolo funciona normalmente pero, por algún motivo (por ejemplo trombosis pulmonar) no hay un flujo adecuado de sangre. En esta circunstancia no hay intercambio gaseoso y el aire contenido en el alvéolo no es aprovechado en la oxigenación de la sangre circulante.
En el extremo opuesto, la relación ventilación/perfusión puede estar disminuida si partimos de una circulación pulmonar normal, pero con alvéolos obstruidos o colapsados. En estas circunstancias la sangre alcanza perfectamente esos alveolos que carecen de ventilación y en los cuales no puede realizarse ningún intercambio respiratorio. En este caso tendríamos un cociente V/Q de cero (0) a nivel de dicho territorio.
Por supuesto que pueden darse ambas circunstancias a la vez (alteración de la función del alvéolo y de la circulación pulmonar) y todo un abanico de situaciones intermedias entre los extremos descritos.
La relación ventilación/perfusión idónea (o máxima) en un pulmón, en condiciones normales, se alcanza a una altura media de este, más concretamente a la altura del corazón. Por encima, en dirección al vértice pulmonar, tendríamos alveolos muy ventilados y poco perfundidos y cuando nos acercamos a la base pulmonar, sucede justo lo contrario, alvéolos muy perfundidos y poco ventilados.
Los cocientes típicos de V/Q (V= Ventilación; Q= Perfusión) oscilan entre 0,6 en la base y 3 en el vértice pulmonar, siendo el valor promedio de 0,8 para una ventilación alveolar promedio de 4 L/min de aire y una perfusión de 5 L/min de sangre.
Durante muchos años se pensó que esto era debido principalmente a la acción de la gravedad pero estudios más recientes, incluidos los realizados en el espacio en condiciones de microgravedad sostenida, han demostrado que el flujo sanguíneo pulmonar no depende de la gravedad y si de la anatomía del árbol vascular pulmonar.
En resumen si se produce un trastorno vascular [Q disminuida] que afecta al pulmón, como una embolia o un infarto pulmonar, diríamos que la relación V/Q aumenta y de modo contrario, si se produce cualquier situación patológica que afecte a la ventilación de los alvéolos, como obstrucción (local, parcial, segmentaria, bronquial) de la vía aérea o incluso la ocupación de alvéolos por líquido (distress respiratorio, edema agudo de pulmón) diríamos que la relación V/Q disminuye, afectándose en ambos casos el intercambio respiratorio y ocasionando una disminución de oxígeno en la sangre (hipoxemia) acompañada o no de aumento del CO2 (hipercapnia).